# ويليام إي. والش (سياسي)
ويليام إي. والش (بالإنجليزية: William E. Walsh)‏ هو سياسي أمريكي، ولد في 25 ديسمبر 1869. حزبياً، نشط في الحزب الديمقراطي. وقد انتخب عضو جمعية ولاية ويسكونسن.